# Synagoga w Warce
Synagoga w Warce – znajdowała się do września 1939 roku w Warce w województwie mazowieckim.

## Historia
Wzniesiona z drewna pomiędzy rokiem 1811 a 1817, została spalona przez okupantów niemieckich we wrześniu 1939 roku.

## Opis
Zbudowana była na planie prostokąta o wymiarach 19 na 12 metrów i o 15 metrach wysokości. Sala modlitewna była prawie kwadratowa o ośmiokątnym stropie, pokrytym polichromiami przedstawiającymi zwierzęta, symbole i widoki. Pomiędzy nimi znajdowały się wersety w języku hebrajskim i cytaty z proroków. Na niektórych z nich znajdowało się imię fundatora.
Część dla kobiet znajdowała się powyżej wejścia i prowadziły do niej osobne, zewnętrzne schody. Po bokach synagogi znajdowały się pomieszczenia na potrzeby gminy żydowskiej.